# 242529 Hilaomar
242529 Hilaomar è un asteroide della fascia principale. Scoperto nel 2005, presenta un'orbita caratterizzata da un semiasse maggiore pari a 2,6298969 UA e da un'eccentricità di 0,2467874, inclinata di 16,74306° rispetto all'eclittica.